# Twardzicki
Twardzicki – polski herb szlachecki, znany z jedynego wizerunku pieczętnego.

## Opis herbu
Opis z wykorzystaniem zasad blazonowania, zaproponowanych przez Alfreda Znamierowskiego:
W polu belka na której między dwoma listkami trzy kwiaty w kształcie gwiazd na łodyżkach.
Józef Szymański rysuje kwiaty w zwykłym kształcie.

## Najwcześniejsze wzmianki
Pieczęć M. Twardzickiego z 1564.

## Herbowni
Ponieważ herb Twardzicki był herbem własnym, prawo do posługiwania się nim przysługuje tylko jednemu rodowi herbownemu:
Twardzicki.